# Vita maior
Vita maior (Větší život) či Vita s. Procopii maior nebo též Beatus igitur Procopius je česká latinská legenda z první poloviny 14. století. Autor je neznámý. Legenda je věnována životu svatého Prokopa, zakladatele Sázavského kláštera. Jejím vzorem byla starší prokopská legenda Vita minor, ovšem je obohacena o stylistické i obsahové vzorce načerpané se sbírky Legenda aurea Jakuba de Voragine. Vita maior se zachovala ve 28 rukopisech, především ve sbírkách ze 14.—15. století. V některých rukopisech došlo ke smíšení obou verzí, Vita minor i Vita maior. Oproti starší verzi Vita maior poněkud pozměnila charakter Prokopův, oslabila důraz na jeho prostotu a chudobu a oslabila též vazbu na východní křesťanství - například jméno Prokop, zjevně řeckého původu, vykládá, jako by bylo původu latinského. Přibyla též epizoda o setkání s knížetem Oldřichem, jež byla patrně načerpána z textu Mnicha sázavského určeného k doplnění Kosmovy kroniky. Vita maior v době Karlově posloužila jako předloha k česky psané veršované legendě zvané obvykle Legenda o svatém Prokopu, která se stala součástí Staročeského pasionálu. V předmluvě Vita maior (ovšem jen ve dvou dochovaných rukopisech) se uvádí, že vychází z prastaré staroslověnské předlohy. Předlohou byla jistě Vita minor, takže buď jde o snahu klamavě dokázat prastarost zdrojů, nebo byla zmínka o slovanské předloze převzata ze ztracené předmluvy k Vita minor, u níž se staroslověnská předloha, snad dokonce vytvořená Prokopovými přímými žáky, nevylučuje. Vedle Vita minor a Vita maior existuje ještě jedna latinská prokopská legenda českého původu zvaná Vita Antiqua (Život starobylý).